# 长沙市第二十一中学
28°10′50″N 112°59′21″E / 28.18063°N 112.98919°E
长沙市第二十一中学，创建于1957年，原址为长沙南门外扫把塘，如今位于湖南省长沙市雨花區韶山中路610号，是一所公立全日制普通高级中学，湖南省省级示范性普通高级中学。

## 历史沿革
长沙市第二十一中学创建于1957年，原址为长沙南门外扫把塘。
1960年迁至赤岗冲，1961年正式确定办学地址为长沙市雨花亭，初为全日制初级中学。
2003年，晋升为湖南省重点中学。
2004年，评为湖南省示范性普通高级中学。
2015年，与长沙市第一中学深度合作。
2017年2月20日，与美国布朗瑞克高中签订了姊妹校协议。

## 办学规模
截至2010年4月，占地面积约40亩，建筑面积34081平方米；有教职员工206人，55个班，学生3010人，高中27个班，1443人，其中“一中班”五个（高二年级3个，高一年级2个），共248人；初中28个班，1567人。